# Щукіно (Пашинське сільське поселення)
Щу́кіно (рос. Щукино) — присілок у складі Афанасьєвського району Кіровської області, Росія. Входить до складу Пашинського сільського поселення.
Населення становить 16 осіб (2010, 25 у 2002).
Національний склад станом на 2002 рік — росіяни 100 %.